# Montfa, Tarn
Montfa är en kommun i departementet Tarn i regionen Occitanien i södra Frankrike. Kommunen ligger i kantonen Roquecourbe som tillhör arrondissementet Castres. År 2022 hade Montfa 468 invånare.

## Befolkningsutveckling
Antalet invånare i kommunen Montfa
| Referens: INSEE |